# استرپتوسولن
استرپتوسولن (نام علمی: Streptosolen jamesonii) نام یک گونه از خانواده بادنجانیان است.